# Municipio de Lyman
El municipio de Lyman (en inglés, Lyman Township) es un municipio del condado de Ford, Illinois, Estados Unidos. Tiene una población estimada, a mediados de 2023, de 509 habitantes.

## Geografía
Según la Oficina del Censo, tiene una superficie total de 109.26 km², de los cuales 109.08 km² corresponden a tierra firme y 0.18 km² están cubiertos de agua.

## Demografía
Según el censo de 2020, en ese momento había 516 personas residiendo en la zona. La densidad de población era de 4.7 hab./km². El 91.47 % de los habitantes eran blancos, el 0.39 % eran afroamericanos, el 0.39 % eran amerindios, el 0.39 % eran asiáticos, el 2.13 % eran de otras razas y el 5.23 % eran de una mezcla de razas. Del total de la población, el 6.40 % eran hispanos o latinos de cualquier raza.

## Localidades
- Roberts